# 角舘政英
角舘 政英（かくだて まさひで、1964年5月31日 - ）は、日本の照明デザイナー。ぼんぼり光環境計画代表。博士（工学）。一級建築士資格所有。

## 略歴
- 1964年 - 東京都に生まれる
- 日本大学理工学部建築学科卒業、同大学院理工学研究科建築学専攻、修士課程修了
- 1989年 - TLヤマギワ研究所
- 1990年 - ライティング・プランナーズ・アソシエーツ(株)
- 1996年 - ライトフィールドアーキテクツ設立
- 2000年 - ぼんぼり光環境計画株式会社設立
- 2009年 - 博士（工学）
- 2019年 - 東京都市大学客員教授

- 東京電機大学非常勤講師2007～2008、2011～、武蔵野大学非常勤講師2010～、京都造形芸術大学非常勤講師2003～、日本大学芸術学部非常勤講師2008～2009、関東学院大学非常勤講師2005～2008、武蔵野美術大学非常勤講師2004～2009、九州大学非常勤講師2008～2009、金沢美術工芸大学非常勤講師2002～2009、デジタルハリウッド非常勤講師1997～2000
- 日本建築学会正会員、照明学会正会員、日本都市計画学会正会員、IALD(国際照明デザイナー協会)正会員
- 北本市観光協会観光アドバイザー、千代田区景観アドバイザー、品川区まちづくり専門家、世田谷区まちづくり専門家、八王子市まちづくりアドバイザー、浦安市まちづくりアドバイザー、徳島県観光アドバイザー

大学院在学中、ハンディキャップ者の研究をする。卒業後TLヤマギワ研究所、ライティングプランナーズアソシエーツにて数々の国際的大型プロジェクトに参加する。ライト フィールド アーキテクツを設立し、光を扱ったさまざまなスタディを行う。その後、新たな活動の拠点としてぼんぼり光環境計画を設立する。
現在今までの経験を生かし、住宅、建築、都市の照明計画をおこなうとともに、インスタレーション、イベントなども手がける。また数々のまちづくりにも参加し、「光」が主体となるのではなく「光」なる概念からまちがどのように変容するか実験中である。

### 主な作品
- 喜瀬別邸Hotel& Spa - ベストオブザイヤー優秀賞ほか。
- AGCモノづくり研修センター - 、日本建築学会作品選奨、明学会照明デザイン賞最優秀賞ほか。竹中工務店設計。
- ふじようちえん - 経済産業大臣賞、グッドデザイン賞、日本建築学会賞(作品賞)ほか。手塚貴晴設計。